# Valea Elanului
Valea Elanului este o arie protejată (arie de protecție specială avifaunistică — SPA) din România întinsă pe o suprafață de 357,5 ha, integral pe uscat.

## Localizare
Situl se întinde pe teritoriile administrative ale comunelor Dimitrie Cantemir, Hoceni și Vutcani din Vaslui. Centrul sitului Valea Elanului este situat la coordonatele 46°25′46″N 28°00′33″E / 46.429561°N 28.009122°E.

## Înființare
Situl Valea Elanului a fost declarat arie de protecție specială avifaunistică (ROSPA0170) în septembrie 2016 pentru a proteja 24 de specii de animale.

## Biodiversitate
Situată în ecoregiunea de stepă, aria protejată nu include niciun habitat protejat.
La baza desemnării sitului se află mai multe specii protejate de  păsări (24): pescăruș albastru (Alcedo atthis), acvilă de câmp (Aquila heliaca), acvilă țipătoare mică (Aquila pomarina), stârc roșu (Ardea purpurea), rață roșie (Aythya nyroca), buhai de baltă (Botaurus stellaris), chirighiță-cu-obraz-alb (Chlidonias hybridus), barză albă (Ciconia ciconia), barză neagră (Ciconia nigra), erete de stuf (Circus aeruginosus), erete vânăt (Circus cyaneus), dumbrăveancă (Coracias garrulus), cristeiul de câmp (Crex crex), ciocănitoare de grădină (Dendrocopos syriacus), egretă albă (Egretta alba), vânturel de seară (Falco vespertinus), cufundar polar (Gavia arctica), piciorong (Himantopus himantopus), stârc pitic (Ixobrychus minutus), sfrâncioc roșiatic (Lanius collurio), sfrânciocul cu frunte neagră (Lanius minor), stârc de noapte (Nycticorax nycticorax), bătăuș (Philomachus pugnax), fluierar de mlaștină (Tringa glareola).